# Лега, Микеле
Микеле Лега (итал. Michele Lega; 1 января 1860, Бризигелла, Папская область — 16 декабря 1935, Рим, Итальянское королевство) — итальянский куриальный кардинал и ватиканский сановник. Заместитель секретаря Священной Конгрегации Собора с 11 августа 1903 по 24 октября 1908. Декан Трибунала Священной Римской Роты с 24 октября 1908 по 25 мая 1914. Префект Верховного Трибунала Апостольской Сигнатуры с 15 декабря 1914 по 20 марта 1920. Префект Священной Конгрегации Дисциплины Таинств с 20 марта 1920 по 16 декабря 1935. Вице-декан Священной Коллегии Кардиналов с 5 мая 1931 по 16 декабря 1935. Кардинал-дьякон с 25 мая 1914, с титулярной диаконией Сант-Эустакьо с 28 мая 1914 по 18 декабря 1924. Кардинал-священник с титулом церкви pro illa vice Сант-Эустакьо с 18 декабря 1924 по 21 июня 1926. Кардинал-епископ Фраскати с 21 июня 1926.